# 怀朔镇
怀朔镇，是中华人民共和国内蒙古自治区包头市固阳县下辖的一个乡镇级行政单位。

## 行政区划
怀朔镇下辖以下地区：
怀朔新村、二约地村、小号子村、周喜财村、阳湾村、朝力干村、香房村、孤山村、黄磨房村、母号滩村、大庙滩村、合同沟村、兴圣公村、壕口村、四份子村和白灵淖村。